# Іван Туробинський Рутенець
Іван Туробинський Рутенець (лат. Ioannes Turobinius Ruthenus, 1511—1575) — вчений-правознавець, професор права і ректор Краківського університету, латиномовний поет доби Відродження, римо-католицький священнослужитель і бібліофіл. Також відомий як Іван Туробіній Рутенець, Іоанн з Туробина Русин, Іван (Ян) Русин з Туробина тощо.

## Життєпис
Народився 1511 року в Туробині, що тоді належало до Холмської землі, нині Білгорайський повіт Люблінського воєводства Польщі. Про його походження відомо мало. За припущенням польського історика Томаша Ґрафа, Іван з Туробина походив з дрібної шляхетської родини герба Прус, а його батька звали Станіслав.
Спочатку навчався в монастирській школі в Краснику. У 1525 році, у віці 14 років, вступив на навчання до Краківського університету, де вивчав вільні мистецтва. В університеті здобув ступені магістра (1530) і доктора (1535) вільних мистецтв. Опісля працював ректором і викладачем у школі святого Духа. У 1537 році видав у Кракові свою першу наукову роботу «Підручник права папського і королівського» (лат. Enchiridion iuris Pontificii et Caesarei). Деякий час працював секретарем плоцького римо-католицького єпископа Якуба Бучацького, проте після смерті останнього в 1541 році повернувся в Краківський університет. Далі вивчав римське і канонічне право у професорів Гжегожа із Шамотула і Пйотра Ройзіуша. У 1544 році здобув ступінь ліценціата з права, наступного 1545 року — доктора мистецтв і права та почав викладати цивільне право.
Близько 1545 року висвячений на латинського священника. Працював сповідником краківського єпископа Самуеля Мацєйовського до смерті того в 1550 році. З 1550 року служив холмським каноніком кафедрального капітулу у Красноставі. Деякий час був алтаристом костелів святої Марії та катедрального костелу у Кракові, аудитором і генеральним суддею єпископського суду під час понтифікату краківських єпископів Анджея Зебжидовського і Філіпа Паднєвського, канцлером влоцлавського єпископа Івана Дрогойовського, до 1554 року — офіційним і генеральним вікарієм львівського архієпископа Пйотра Стажеховського. У цей час декілька разів звинувачувався в єретичних поглядах.
У 1557 році повернувся до Краківського університету, де отримав звання професора кафедри канонічного права. З 1561 року неодноразово ставав ректором цього університету. У 1561 році обійняв посаду крушницького декана. У 1566 році став крушвицьким архидияконом. У 1573 році отримав пребенду каплиці святої Марії Магдалини у Кракові. До смерті служив парафіяльним священником у Вадовицях.
Помер 24 вересня 1575 року у Кракові від апоплектичного удару. Похований у францисканському монастирі у Кракові.

## Доробок
«На честь зброї міста Львова», написав маґістр Іван з Туробіна, переклад Мирослава Трофимука
Видав низку праць з права, які до сьогодні не збереглися:
- Enchiridion iuris Pontificii et Caesarei («Підручник права папського і королівського»), Краків, 1537; Пултуськ, 1539
- Examen iis qui ad sacros ordines majores sunt assumendi («Випробування тим, які повинні приймати святі порядки предків»), Пултуськ, 1540

Писав вірші латиною, багато з яких не дійшли донині. Більшість зі збережених віршів є геральдичними епіграмами. Антологія творів Івана Туробинського була видана в польському часописі «Меандер» Єжи Аксером у 1974 році. Декілька віршів поета опубліковано українською в перекладі Мирослава Трофимука («На герб Львова», «Тур про себе», «До чительника», «Знов про себе», «Іоанн з Туробина про Самуеля М.», «До Якуба Пшилуського Іоанн з Туробіна, юристконсульт», «На герб роду Одровонж») та Володимира Литвинова («Псалм 99-й…») у виданні «Українська поезія XVI століття» 1987 року. Авторство вірша «Псалм 99-й…» достеменно невідоме, вважається, що його автором є не Іван з Туробина, а Георгій Тичинський Рутенець.
Іван Туробинський також зібрав велику книжкову колекцію, більша частина з якої була втрачена.